# 艦隊これくしょん -艦これ- (アニメ)
『艦隊これくしょん -艦これ-』（かんたいこれくしょん かんこれ）は、2015年1月から3月にかけて全12話が放送された日本のテレビアニメ。
本項では、2016年11月26日に公開された『劇場版 艦これ』（げきじょうばんかんこれ）についても合わせて解説する。

## 概要
2013年にサービスを開始した角川ゲームス開発/DMM.com提供のブラウザゲーム『艦隊これくしょん -艦これ-』のアニメ化作品だが、ゲーム版とはロゴデザインが若干異なっている。『劇場版 艦これ』は略称ではなく正式なタイトルで、「艦隊これくしょん」という言葉は含まれていない。
テレビシリーズの最終話で告知された「続編制作決定」については長らく情報が途絶えていたが、2019年1月4日に日本武道館で開催された「艦これJAZZコンサート」で、新作アニメの制作が発表された。物語制作はブラウザゲームを運営しているC2機関が担当し、アニメーション制作はディオメディアでなくKADOKAWAが前年に新設した子会社のENGIが担当する。第2期『「艦これ」いつかあの海で』は2022年11月から2023年3月まで放送されたが、発表時には本作とのストーリーの連続性を否定している。作品のTwitterアカウントでは、2022年9月に第2期の情報発信を開始すると同時に第1期および劇場版関連のツイートが全て消去された。

### テレビアニメ
「KADOKAWA GAME STUDIO MEDIA BRIEFING 2013 AUTUMN」において、 PS Vita版『艦これ改』の発表と同時に本作のテレビアニメ化の企画が進行していることが発表された。2015年1月から3月まで放送され、同年3月26日に放送された最終話で続編の制作が発表された。
アニメの主人公は吹雪。提督は存在するが、ブラウザゲームでの描写を逆輸入する形で画面には映らない設定になっている。放送前には声優はブラウザゲームと同じであるとアナウンスされていたが、実際には一部変更され、ブラウザゲームでは川澄綾子（本作では大淀役で出演している）が担当していた「中間棲姫」の声をアニメでは榊原良子が担当している。
テレビアニメ版では、新たに鎮守府に着任した吹雪の成長と「MI作戦」での勝利までを描く。劇場版では、テレビアニメ版で作戦行動中行方不明になっていた如月が帰還を果たしたところから始まり、艦娘と深海棲艦の関係と、本作の吹雪が「特別な艦娘」である理由が明かされる。

### 劇場版
2015年8月9日、パシフィコ横浜国立大ホールにて行われた公式イベント、「第二回『艦これ』観艦式」にて、テレビアニメ『艦隊これくしょん -艦これ-』の劇場版が製作開始され、2016年秋に公開予定であることが発表され、「第3回『艦これ』観艦式」にて、公開日が2016年11月26日であることが発表された。劇場版は、角川映画40周年記念作品。2016年11月26日、全国60スクリーンで封切。60スクリーンという規模ながら興行通信社調査の全国映画動員ランキングで初登場5位となった。2016年12月27日には、1月からはこれまで上映がなかった県での追加上映が発表された。2017年2月11日から、4DX・MX4Dでの上映された。一部の劇場では、音響にこだわった特殊な上映も行なわれた。最終的に3月末まで上映を行い、興行収入は5億6000万円となった。キャッチコピーは、「この夜の海。その先に――。」。

## あらすじ
新たに鎮守府に着任した駆逐艦の吹雪は空母・赤城の巧みな戦いを見て憧れを抱き、赤城の護衛艦になれるよう努力することを決意する。吹雪は寮で同室となった睦月、夕立らと親しくなるが、そんな中で睦月の姉妹艦である如月が轟沈してしまう。喪失感に沈む吹雪たちだったが、提督から部隊再編の命令が下り、吹雪は第5遊撃部隊の旗艦を任せられ、南方へと遠征する。
吹雪をはじめとする多くの艦娘が遠征している最中、手薄になった鎮守府が敵の強襲を受けて壊滅してしまう。鎮守府に戻った吹雪は、行方不明になった提督が残した命令「改になれ」を遂行するべく訓練に励んだ。提督不在のまま遂行される「MI作戦」の準備期間中、赤城は自分たちが轟沈してしまう悪夢に何度も悩まされ、同時に自分たちが何か目に見えない力に動かされているような違和感を抱いていた。夢と同じような事態にならないよう作戦に臨む艦隊だったが、赤城の懸念は現実のものとなり空母機動部隊はほぼ壊滅状態に陥った。その時、改装を施された吹雪が現れたことにより事態は好転する。提督の帰還に始まり支援部隊の到着、新型艦船の活躍によりMI作戦は成功に終わったのだった。
劇場版
MI作戦の成功で南方への足掛かりを得た艦娘達は、ショートランド泊地を拠点に南方の深海凄艦泊地の攻略を開始する。手始めに鳥海率いる第8艦隊が泊地を強襲して、敵輸送船団を殲滅する。殲滅に成功した艦娘たちは、正体不明の謎の声が聞こえるという現象に遭遇し、それと同時に轟沈したはずの如月が海面に浮上して戻ってきた。
如月との再会を喜ぶ吹雪、睦月、夕立だったが、彼女の体には謎の痣が出来ており、それが次第に全身を侵食していた。さらに記憶が一部欠落している他、突然意識を失って港湾施設に無意識に砲撃してしまうなど、精神的、肉体的にも不安定な面が見られた。長門たち上層部はその現象から、如月がやがて深海棲艦と化してしまうことを確信する。そして加賀は、艦娘が轟沈すると深海棲艦と化し、逆に深海棲艦を轟沈させると艦娘として転生するというサイクルを繰り返していること、自分もかつて深海棲艦から転生した1人であること、如月を救うためにはいずれ彼女を沈めなければならないことを吹雪たちに伝える。
同時期、南方海域の海水が赤く変色していることが確認され、それに触れた艦娘以外の生命体は死滅し、艤装も侵食され損傷することが判明した。その範囲は、かつて多くの艦艇が轟沈した海域「アイアンボトムサウンド（鉄底海峡）」を中心に次第に広がり、3日後にはショートランド泊地に達してしまう。しかし、吹雪だけは赤い海水の影響を受けないという謎が残った。長門は泊地に集う艦娘全員で短期決戦を決行し、艤装を侵食されない吹雪はアイアンボトムサウンド最深部に突入して「謎の声」の正体を突き止める任務を命じられた。
多くの艦娘が傷つく中、残された大和・吹雪・睦月による最終突入部隊は突入を図るが、大和が大破し、睦月は轟沈寸前の窮地に陥る。そこに、深海棲艦と化してもなお自我を保ち続けた如月が助けに来たことで形勢が逆転。突入路の確保に成功し、吹雪はアイアンボトムサウンド中心部へ突入する。
アイアンボトムサウンドの最深部には「深海棲艦化したもう一人の吹雪」が待ち構えており、吹雪の秘密を伝える。彼女は鎮守府配属前に一度轟沈していたが、自らと仲間たちの「帰りたい、沈みたくない、沈ませたくない」という思いが、彼女を深海棲艦化させずに、轟沈した記憶を消して復活させた。しかし、それと同時に吹雪の中の「沈んでしまう、悔しい、苦しい」という負の思念が分離し、深海棲艦の吹雪が同時に誕生したのだった。吹雪はもう一人の自分と対峙して轟沈寸前までに追いやられるが、彼女を説得し、深海ではなく海上に希望を見出そう、海の上に帰ってきてもいいのだと説得したことでアイアンボトムサウンドの浄化に成功し、南方海域の平和は取り戻された。海域のすべての深海棲艦は消滅するが、如月もその運命から逃れることは出来ず、またいつか睦月と再会することを誓って静かに消えていった。
南方海域の戦いの後、吹雪は第11駆逐隊の旗艦として平和のために戦い続けていた。そしてエンドロール後、如月は再び艦娘として転生することが叶い、睦月がおにぎりを持って彼女に会いに行き抱擁するシーンで物語は終わる。

## 登場キャラクター
アニメのキャラクターには、アニメオリジナルの設定も含まれている。(例、ブラウザゲームの吹雪には扶桑に憧れている旨の台詞があるが、アニメでは赤城に憧れているという設定に変更されている。ブラウザゲームの榛名は提督に好意的な台詞が多いが、アニメではそれらしい描写はなく姉の金剛を尊敬している。アニメでは瑞鶴が加賀を呼び捨てしている等)

### 駆逐艦
吹雪（ふぶき）
声 - 上坂すみれ
2015年版の主人公。第三水雷戦隊こと三水戦に所属。一航戦の赤城にあこがれを抱いており、彼女の護衛艦になることを夢見ている。提督が「夢で晴れ着姿の吹雪が自分に微笑んで話しかけてくれたから」という理由で配属された。
配属当初は実戦経験は皆無で水上の航行すらままならい状態であったが、持ち前の根性と周囲の協力で成長してゆく。
鎮守府で仲間と馴染んでいく中、W島攻略作戦で別働隊に居た睦月の同型艦である如月が轟沈した事で悲しむ睦月を気遣うも、南方作戦にて孤独に轟沈してしまう恐怖に竦んでしまい、危うい所を作戦参加中だった金剛に助けられ、睦月に自分は生きて戻る事を伝え睦月を慰める。
MO作戦遂行に伴い南方へ異動後に第五遊撃部隊に配属されるが、全く統制が取れない面々を相手に旗艦として任命される。加賀が大破してしまうトラブルに見まわれるが、苦戦しつつも知識と的確な判断力で作戦を成功に導く。
FS作戦のためにトラック島基地へ寄った際には三水戦の仲間と再会し、つかの間の休息を得てそこで出逢った大和と親交を深める。中々出撃することが出来ない彼女と自分の境遇を重ね合わせて、強引に海上につれだしたことが発覚してしまい、潮干狩りをするという処罰を受けたが、いつか共に肩を並べて戦う事を誓って基地を離れる。
突然の帰還命令により鎮守府へ帰還するが、周囲の成長や自分の未熟さへの焦り、FS作戦で防備の手薄になった鎮守府が襲撃を受けて司令官が行方不明になってから、自分を追い込むような訓練と無謀な戦い方が目立つようになる。
作戦中に大破し、睦月へ提督が自分の配属を決めた理由とその信頼に応える為に努力するも、周囲に置いて行かれることへの焦りを感じていたことを打ち明け、改めて生きて戻る事を約束をする。
敵拠点への反攻作戦、MI作戦を前に提督の残した伝言によって吹雪改へと改装され、赤城の随伴として参加する。
睦月（むつき）
声 - 日高里菜
メインキャラクター。三水戦に所属。ブラウザゲーム版と比べて、喋り方はやや大人しめの落ちついた口調。
仲間への気配りを絶やさず、未熟で中々艦隊に馴染めない吹雪に親身になって接しており、川内型からの特訓による吹雪への無茶振りには目上に対しても諫めたりする等しっかりした性格。
吹雪が配属された当初はルームメイトとなり交友を深める。
同型の如月とは所属する隊は違うが吹雪と会う前から非常に親しく、W島攻略作戦で轟沈した際は引き籠るほどに落胆した。
南方から戻った吹雪が帰還後に無謀な行動を繰り返した際には如月のようになることを恐れて号泣しながら彼女を制止する。
吹雪が無謀な行動をした理由を聞き届けた後は、必ず生きて帰還する事を約束し、MI作戦に向かう吹雪達を見送る。
夕立（ゆうだち）
声 - タニベユミ
メインキャラクター。三水戦に所属。語尾に「ぽい」を付けることが多い。
寮ではゴロゴロと寛いでいたり、始めて会った吹雪に地味と言ったりマイペースな性格で描写される。
吹雪が配属された当初はルームメイトとなり交友を深める。
座学は不得意だが、実戦に関しては吹雪や睦月よりも技量が高い。
MO作戦で吹雪が旗艦を務めた事を聞いた後は、自主的に練度の向上に努め改二へと改装される。
改二への改装後は容姿が大幅に変化、戦闘力も大幅に上がった事からMI作戦で主力部隊に配属されることになった。
如月（きさらぎ）
声 - 日高里菜
睦月の大親友で、見た目の割に大人びた雰囲気を醸し出す少女。
W島攻略作戦で油断したスキを突かれ、敵機の空襲により轟沈し初の犠牲者となり、吹雪たちに暗い影を落とす。
劇場版では第五戦隊の泊地急襲の際に、生存していることが確認されて帰還したが、彼女の身に異変が起きる。
暁（あかつき）、響（ひびき）、雷（いかずち）、電（いなづま）
声 - 洲崎綾
1話から度々登場。4人揃って行動することが多い。
第6話では主役を務め、鎮守府カレー大会に優勝すべく奔走する。

### 軽巡洋艦
川内（せんだい）
声 - 佐倉綾音
第三水雷戦隊所属の軽巡洋艦。夜戦が大好きなあまり「夜戦バカ」と揶揄されており、普段の生活も昼夜逆転している。
実戦経験が不足している吹雪に、体の重心を下げるための体幹トレーニングなどの指導を行う。
神通（じんつう）
声 - 佐倉綾音
第二水雷戦隊所属の軽巡洋艦で、川内の妹。
大人しい性格だが芯は強い。吹雪に対して砲撃などの指導を行う。
那珂（なか）
声 - 佐倉綾音
第四水雷戦隊所属の軽巡洋艦で、川内型三姉妹の末っ子。
アイドルとして有名になることを夢見ており、鎮守府内でのライブ活動を行ったり、カレー大会での司会を務めたりと、ムードメーカーとしての活躍が多い。
大淀（おおよど）
声 - 川澄綾子
司令部所属の軽巡洋艦。実戦には出ず、専ら通信係や秘書としての役割に徹している。
夕張（ゆうばり）
声 - ブリドカットセーラ恵美
工作を得意とする軽巡洋艦。実戦に出ていないときはオレンジ色のツナギを着用して工廠に居ることが多く、整備兵としての役割もこなす。
W島攻略作戦では旗艦としても参加している。

### 重雷装巡洋艦
大井（おおい）
声 - 大坪由佳
毎話登場。北上とは仲が良い反面、他の艦娘をやや邪険にしている。北上を中心に考えているあまり第五遊撃部隊の旗艦になった際は周囲を振り回してしまう。
北上（きたかみ）
声 - 大坪由佳
毎話登場。大井に比べてマイペースでダウナーな性格。吹雪と共に第五遊撃部隊の所属になる。

### 重巡洋艦
足柄（あしがら）
声 - 種田梨沙
「飢えた狼」の異名を取る重巡洋艦。駆逐艦たちの教師を務めている。結婚願望が激しく、何度も合コンに挑んでいるが失敗しており、鎮守府内では「結婚させてあげたい艦娘ナンバーワン」と揶揄される。
鎮守府カレー大会において「優勝しないと婚期を逃す」という思いから、自身の究極の自信作の極辛カレーを引っさげて第六駆逐隊と激しく争うが、審査員の長門は「辛いものが苦手」という理由により第六駆逐隊を優勝させた。
羽黒（はぐろ）
声 - 種田梨沙
足柄たち妙高型重巡洋艦姉妹の末っ子。大人しく優しい性格であり、W島攻略作戦で如月が轟沈したことで動揺する駆逐艦たちの心情を察し、心配している。
鳥海（ちょうかい）
声 - 東山奈央
劇場版のみに登場。改二となった姿で、第八艦隊の旗艦を務める。

### 正規空母
赤城（あかぎ）
声 - 藤田咲
第一航空戦隊（一航戦）に所属する正規空母。数々の武勲を立てている吹雪の憧れの存在。かなりの大食漢(赤城に限らず、大型艦には有りがちだが)。
随伴艦になると宣言した吹雪の成長を見守りつつ、アドバイスを与える。
度々、夢として自分たち空母機動部隊が壊滅して轟沈している夢を見ており、それを予兆として考えている。
加賀とは同じ一航戦所属の為に一緒に行動することが多い。
加賀（かが）
声 - 井口裕香
一航戦に所属する正規空母。赤城と並んで熟練した腕前を持つ。
赤城とは戦友とも恋人とも言える親しい関係。一方で未熟な艦娘達に厳格な態度で接しがちであったり、後輩の瑞鶴と衝突してしまう事もしばしばあるが、成長は陰ながらも認めている。
劇場版では、如月の帰還に際して彼女の口から出自と艦娘に関わる重大な秘密が語られる。
瑞鶴（ずいかく）
声 - 野水伊織
第五航空戦隊（五航戦）に所属する正規空母。勝ち気で闊達な性格であり、一航戦の加賀をライバル視しており、無神経で無愛想な物言いに反発して反目し合っている。
翔鶴（しょうかく）
声 - 野水伊織
五航戦に所属する正規空母で、瑞鶴の姉。瑞鶴とは正反対のおっとりとした性格だが、時として凛とした態度を取ることもある。

### 戦艦
長門（ながと）
声 - 佐倉綾音
艦隊で秘書艦を務める。提督不在時は作戦指揮立案を務めるなど艦隊の指揮官としての役回りが多いが、MI作戦において陸奥と共に出撃する。
初めは提督が吹雪を配属させた事を訝しんでいた。
陸奥（むつ）
声 - 佐倉綾音
長門と共に秘書艦を務める。蠱惑的な雰囲気を持ち、長門の女房役として職務をサポートする。
金剛（こんごう）
声 - 東山奈央
一航戦に並ぶ艦隊のエースを務める戦艦。英語交じりの話し方をする。姉妹艦の中で唯一改二艤装になっている。
ブラウザ版と同様に提督に好意を抱いており、ハイテンションで姉妹揃って吹雪を振り回すくらいのアグレッシブな性格。
W作戦において追い詰められた吹雪達の三水戦の救援に駆けつけた。
南西方面作戦の為に吹雪と同じ隊になり、作戦中に孤立して窮地へ陥って轟沈の恐怖に怯える吹雪を勇気づけた。
比叡（ひえい）、榛名（はるな）、霧島（きりしま）
声 - 東山奈央
姉妹揃って登場することが多く、全員ムードメーカー。
第6話の鎮守府カレー大会では霧島が司会を務め、比叡は毒々しいカレーを作って金剛共々気絶した。
大和（やまと）
声 - 竹達彩奈
南方の泊地を預かる戦艦。料理が得意であり、南方へ遠征した吹雪たちに豪華な手料理を振る舞っている。
大食漢で有名な赤城を遥かに上回る大食らいであり、その凄まじい資源消費量と強大すぎる火力から出撃を禁じられて存在を秘匿されており、泊地の豪華さもあいまって「大和ホテル」というニックネームを一部で付けられてしまっている。

### その他
提督
艦娘たちを統率する司令官。ゲームにおけるプレイヤーのことであり、視聴者自身を指す。存在はするが台詞もなく、劇中その姿が映し出されることもない。金剛をのぞいて艦娘から慕われている様子もあまりなく、その人事について夕立や加賀らからしばしば非難されている。
深海棲艦の攻撃を受けると策略で一時行方をくらまし、最終話で帰還していることが判明する。
劇場版では舞台のショートランド泊地に不在であり、艦娘の口からその存在が語られるのみ。
空母ヲ級（くうぼヲきゅう）
深海棲艦側の指揮官に当たるキャラ。目の燐光の色が黄色である事からflagship級で有ることがわかる。
MO作戦中に登場し、鎮守府側の暗号通信を傍受して、第五遊撃部隊を奇襲し翔鶴を中破に追い込むも、瑞鶴と翔鶴の決死の反撃と吹雪の救援によって左目に傷を負わされ撤退する。
その後、改flagshipとなりFS作戦で戦力が手薄となった鎮守府を奇襲する。MI作戦においても艦隊の前に立ちはだかる。

## スタッフ
テレビアニメ（2015年版）及び劇場版
- 原作 - DMM.com POWERCHORD STUDIO、KADOKAWA GAMES（TV）、「艦これ」運営鎮守府（劇場版）
- 製作総指揮 - 井上伸一郎
- 企画・エグゼクティブプロデューサー - 安田猛（TV）
- 原案ストーリー・コンセプト - 田中謙介
- 監督 - 草川啓造
- シリーズ構成（TV） - 花田十輝
- 脚本（劇場版） - 花田十輝、田中謙介
- キャラクターデザイン・総作画監督 - 井出直美、松本麻友子、小原亮（劇場版）
- キャラクターデザイン協力 - しずまよしのり、しばふ、コニシ
- メカニックデザイン - 宮澤努、諸石康太
- クリーチャーデザイン - 清水空翔
- エフェクトディレクター - 橋本敬史
- アクションディレクター - 井畑翔太（TV）、小澤和則（劇場版）
- 美術監督 - 高橋麻穂
- 色彩設計 - 上村修司
- CGディレクター - 井野元英二
- CGモデリングディレクター - 川端英樹
- CG制作 - オレンジ
- 撮影監督 - 伊藤康行
- 編集 - 岡祐司
- 音響監督 - 亀山俊樹
- 音響効果 - 野崎博樹（ちゅらサウンド）
- 音響制作 - グロービジョン
- 音楽 - 亀岡夏海
- 音楽プロデューサー - 西辺誠
- 音楽制作 - フライングドッグ
- プロデューサー - 元長聡、田村淳一郎（TV）、工藤大丈（劇場版）
- アニメーションプロデューサー - 天野翔太
- アニメーション制作 - ディオメディア
- 製作
  - TV - 「艦これ」連合艦隊司令部
  - 劇場版 - 「劇場版 艦これ」連合艦隊司令部（KADOKAWA、DMM.com、ディオメディア、フライングドッグ、クロックワークス、角川メディアハウス、C2プレパラート、グロービジョン、ソニーPCL、ムービック、青島文化教材社、WOWOW）

### キャスト
*印が付いている艦娘は、劇場版での追加キャストである。
- 上坂すみれ - 吹雪、蒼龍、飛龍
- 日高里菜 - 睦月、如月、弥生、望月、龍驤*
- タニベユミ[注 1] - 夕立、白露、時雨、村雨*
- 藤田咲 - 赤城、時津風*
- 井口裕香 - 加賀、利根、筑摩、天龍*、龍田*
- 佐倉綾音 - 長門、陸奥、川内、神通、那珂、球磨、多摩、島風
- 東山奈央 - 金剛、比叡、榛名、霧島、高雄、愛宕、鳥海*、綾波*、敷波*
- 大坪由佳 - 北上、大井、古鷹*、加古*
- 洲崎綾 - 暁、響、雷、電、最上、鳳翔、青葉*
- 野水伊織 - 翔鶴、瑞鶴
- 種田梨沙 - 明石*、妙高*、那智、足柄、羽黒
- ブリドカットセーラ恵美 - 夕張、鈴谷*、熊野*
- 堀江由衣 - 間宮
- 川澄綾子 - 大淀
- 能登麻美子 - 大鳳
- 中島愛 - 衣笠*
- 小倉唯 - 天津風*
- 竹達彩奈 - 大和
- 榊原良子 - ナレーション、飛行場姫、中間棲姫

## 主題歌
テレビアニメ（2015年版）
オープニングテーマ「海色」（第2話 - 第12話）
作詞 - minatoku / 作曲・編曲 - WEST GROUND
歌唱 - AKINO from bless4
※第1話はエンディングテーマとして使用
エンディングテーマ
「吹雪」（第2話、第4話 - 第12話）
作詞 - minatoku / 作曲 - Hige Driver / 編曲 - WEST GROUND、斎藤悠弥
歌唱 - 西沢幸奏
「Let's not say "good-bye"」（第3話）
作詞 - minatoku、松井俊介 / 作曲・編曲 - 宝野聡史
歌唱 - 艦娘特別艦隊（赤城・加賀・瑞鶴・金剛・島風・吹雪）

劇中歌「進め！金剛型四姉妹」（第4話）
作詞 - minatoku、松井俊介 / 作曲・編曲 - 斎藤悠弥
歌唱 - 金剛型四姉妹（金剛・比叡・榛名・霧島）

劇場版
主題歌「帰還」
作詞 - minatoku / 作曲 - WEST GROUND、Hige Driver / 編曲 - WEST GROUND、亀岡夏海
歌唱 - 西沢幸奏

## 各話リスト
| 話数   | サブタイトル                       | 脚本              | 絵コンテ                          | 演出               | 作画監督                                                                                      |
| ------ | ---------------------------------- | ----------------- | --------------------------------- | ------------------ | --------------------------------------------------------------------------------------------- |
| #01    | 初めまして！司令官！               | 花田十輝          | 草川啓造 宮澤努                   | 本多美乃           | 井出直美、松本麻友子                                                                          |
| #02    | 悖らず、恥じず、憾まず！           | 花田十輝          | 草川啓造                          | 井畑翔太           | 清水空翔、井畑翔太                                                                            |
| #03    | W島攻略作戦！                      | 吉野弘幸          | 玉木慎吾                          | 玉木慎吾           | 本多美乃                                                                                      |
| #04    | 私たちの出番ネ！Follow me!         | あおしまたかし    | 稲垣隆行                          | 小坂春女           | 王國年、星野玲香 嵩本樹                                                                       |
| #05    | 五航戦の子なんかと一緒にしないで！ | 花田十輝          | 吉田徹                            | 所俊克             | 谷口元浩、Synod                                                                               |
| #06    | 第六駆逐隊、カレー洋作戦！         | あおしまたかし    | 大嶋博之                          | 大嶋博之           | 諸石康太                                                                                      |
| #07    | 一航戦なんて、大ッッキライ！       | 吉野弘幸          | 吉田徹                            | 吉田徹             | 上竹哲郎                                                                                      |
| #08    | ホテルじゃありませんっ！           | 花田十輝          | 草川啓造                          | 二宮壮史           | 本多美乃、井出直美 松本麻友子                                                                 |
| #09    | 改二っぽい?!                       | 花田十輝          | 青山弘                            | 小坂春女           | 王國年、Lee Duck Ho                                                                           |
| #10    | 頑張っていきましょー！             | 花田十輝          | 林宏樹                            | 大嶋博之           | KIM JEONG EUN                                                                                 |
| #11    | MI作戦！発動！                     | 吉野弘幸          | 井畑翔太                          | 井畑翔太           | 井畑翔太、Lee Duk Ho Kim Jeong Eun 宮澤努・諸石康太（メカニック）                             |
| #12    | 敵機直上、急降下！                 | 花田十輝          | 林宏樹 草川啓造                   | 草川啓造           | 井出直美、松本麻友子 本多美乃、小原充 宮澤努・諸石康太（メカニック） 清水空翔（クリーチャー） |
| 劇場版 | 劇場版                             | 花田十輝 田中謙介 | 草川啓造、玉木慎吾 宮澤努、吉田徹 | 草川啓造、玉木慎吾 | Lee Duk Ho、谷口元浩 玉木慎吾 宮澤努・諸石康太（メカニック） 清水空翔（クリーチャー）         |

## 放送局
| 放送期間                 | 放送時間                     | 放送局         | 対象地域       | 備考             |
| ------------------------ | ---------------------------- | -------------- | -------------- | ---------------- |
| 2015年1月8日 - 3月26日   | 木曜 1:05 - 1:35（水曜深夜） | TOKYO MX       | 東京都         |                  |
|                          |                              | KBS京都        | 京都府         |                  |
|                          | 木曜 1:30 - 2:00（水曜深夜） | サンテレビ     | 兵庫県         |                  |
|                          | 木曜 1:59 - 2:29（水曜深夜） | 北日本放送     | 富山県         |                  |
| 2015年1月8日 - 3月28日   | 木曜 2:10 - 2:40（水曜深夜） | 中国放送       | 広島県         |                  |
| 2015年1月8日 - 3月26日   | 木曜 2:40 - 3:10（水曜深夜） | TVQ九州放送    | 福岡県         |                  |
| 2015年1月9日 - 3月27日   | 金曜 1:00 - 1:30（木曜深夜） | 千葉テレビ     | 千葉県         |                  |
|                          |                              | テレビ神奈川   | 神奈川県       |                  |
|                          | 金曜 1:05 - 1:35（木曜深夜） | テレビ埼玉     | 埼玉県         |                  |
|                          | 金曜 2:35 - 3:05（木曜深夜） | テレビ愛知     | 愛知県         |                  |
|                          | 金曜 2:56 - 3:26（木曜深夜） | 東日本放送     | 宮城県         |                  |
| 2015年1月10日 - 3月28日  | 土曜 2:20 - 2:50（金曜深夜） | 新潟放送       | 新潟県         |                  |
|                          | 土曜 3:00 - 3:30（金曜深夜） | BS11           | 日本全域       | 『ANIME+』枠     |
| 2015年1月11日 - 3月29日  | 日曜 2:23 - 2:53（土曜深夜） | 北海道放送     | 北海道         |                  |
|                          | 日曜 2:35 - 3:05（土曜深夜） | テレビせとうち | 岡山県・香川県 |                  |
| 2015年1月12日 - 3月30日  | 月曜 1:50 - 2:20（日曜深夜） | 長崎放送       | 長崎県         |                  |
|                          |                              | 熊本放送       | 熊本県         |                  |
|                          | 月曜 1:55 - 2:25（日曜深夜） | 秋田テレビ     | 秋田県         |                  |
| 2015年10月4日 - 12月20日 | 日曜 1:53 - 2:23（土曜深夜） | 南日本放送     | 鹿児島県       |                  |
| 2015年12月16日 -         | 水曜 22:30 - 23:00           | AT-X           | 日本全域       | リピート放送あり |

| 配信期間                                                         | 配信時間                   | 配信サイト         | 備考                                    |
| ---------------------------------------------------------------- | -------------------------- | ------------------ | --------------------------------------- |
| 2015年1月9日 - 3月27日                                           | 金曜 0:00（木曜深夜） 更新 | DMM.com            | 原作ゲーム配信サイト                    |
|                                                                  | 金曜 12:00 更新            | dアニメストア      | 放送後最大6週間後に削除。10月より再配信 |
| 2015年1月16日 - 4月3日                                           |                            | アニメパス         | 最新話1週間後削除                       |
|                                                                  | 金曜 23:00 - 23:30         | ニコニコ生放送     | 最新話1週間後削除                       |
|                                                                  | 金曜 23:30 更新            | ニコニコチャンネル | 最新話1週間無料後削除                   |
| ここに記載した以外にもインターネット配信されているサイトがある。 |                            |                    |                                         |

## BD / DVD
| 巻 | 発売日        | 収録話          | 規格品番  | 規格品番   | 規格品番   | 映像特典                   |
| 巻 | 発売日        | 収録話          | BD限定版  | DVD限定版  | DVD通常版  | 映像特典                   |
| -- | ------------- | --------------- | --------- | ---------- | ---------- | -------------------------- |
| 1  | 2015年3月27日 | 第1話 - 第2話   | KAXA-7221 | KABA-10327 | KABA-10333 | ノンクレジットオープニング |
| 2  | 2015年4月24日 | 第3話 - 第4話   | KAXA-7222 | KABA-10328 | KABA-10334 | ノンクレジットエンディング |
| 3  | 2015年5月29日 | 第5話 - 第6話   | KAXA-7223 | KABA-10329 | KABA-10335 | 先行PV第1弾                |
| 4  | 2015年6月26日 | 第7話 - 第8話   | KAXA-7224 | KABA-10330 | KABA-10336 | 先行PV第2弾                |
| 5  | 2015年7月31日 | 第9話 - 第10話  | KAXA-7225 | KABA-10331 | KABA-10337 | 番組宣伝CM                 |
| 6  | 2015年8月28日 | 第11話 - 第12話 | KAXA-7226 | KABA-10332 | KABA-10338 | BD/DVD発売告知CM集         |

| 巻     | 発売日        | 規格品番  | 規格品番   | 規格品番  | 備考                         |
| 巻     | 発売日        | BD限定版  | DVD限定版  | BD通常版  | 備考                         |
| ------ | ------------- | --------- | ---------- | --------- | ---------------------------- |
| 劇場版 | 2017年8月30日 | KAXA-7541 | KABA-10551 | KAXA-7551 | 限定仕様版には一七式盤を同梱 |

## 音楽CD
| 発売日        | タイトル                                                                 | 規格品番   | 収録曲 | 備考                                                                                         |
| ------------- | ------------------------------------------------------------------------ | ---------- | --- | -------------------------------------------------------------------------------------------- |
| 2015年3月25日 | TVアニメ「艦隊これくしょん -艦これ-」オリジナルサウンドトラック “艦響”   | VTCL-60402 | 収録曲 ディスク：1 1. 海 2. 夜明け 3. 朝の艦隊 4. 着任 5. 午後の教室 6. ルームメイト 7. 水雷魂 8. 夜戦って好き? 9. 艦隊のセンター 10. 大切な友達 11. 先輩 12. っぽい? 13. 仲間 14. 駆逐艦娘 15. 入渠ドック 16. 甘味処 17. 訓練 18. 僚艦の応援 19. 第一航空戦隊 20. 決意 21. 実戦 22. 心配 23. 敵艦隊の動向 24. 暁の水平線に勝利を! 25. 出撃準備 26. 出撃 ディスク：2 1. 反攻作戦開始! 2. 索敵 3. 突入 4. 敵艦隊発見 5. 深海棲艦 6. 攻撃隊発進準備 7. 攻撃隊発進! 8. 敵機動部隊 9. 砲撃戦 10. 敵主力艦隊 11. 戦線崩壊 12. 策動の海 13. 水底 14. 悲しみの海 15. 別離 16. 喪失 17. 絆 18. 鎮魂 19. 両舷全速 20. 連合艦隊の出撃 21. 連合艦隊の栄光 22. 支援艦隊到着 23. 鎧袖一触 24. 勝利 25. 鎮守府 26. 水雷戦隊の輝き - 全曲作曲：亀岡夏海 - 編曲：亀岡夏海宮野幸子,平田みずほ | テレビアニメで使用されたBGMを収録したサウンドトラック。 オリコン最高9位、登場回数6回。       |
| 2015年3月25日 | TVアニメ「艦隊これくしょん -艦これ-」キャラクターソング “艦娘乃歌”       | VTCL-60395 | 収録曲 1. 進め！金剛型四姉妹 / 金剛型四姉妹 [3:42] 2. どこまでも響くハラショー / 響（CV：洲崎綾） [3:21] 3. 初恋！水雷戦隊 / 那珂（CV：佐倉綾音） [4:08] 4. Bright Shower Days / 吹雪（CV：上坂すみれ）、睦月（CV：日高里菜）、夕立（CV：タニベユミ） [3:41] 5. 二羽鶴 / 第五航空戦隊 [4:08] 6. Let's not say "good-bye" / 艦娘特別艦隊 [4:13] 7. 進め！金剛型四姉妹 Instrumental ver. [3:42] 8. どこまでも響くハラショー Instrumental ver. [3:21] 9. 初恋！水雷戦隊 Instrumental ver. [4:08] 10. Bright Shower Days Instrumental ver. [3:41] 11. 二羽鶴 Instrumental ver. [4:08] 12. Let's not say "good-bye" Instrumental ver. [4:13] | テレビアニメに登場した艦娘のキャラクターソング。 オリコン最高3位、登場回数9回。              |
| 2017年1月18日 | 「劇場版 艦これ」オリジナルサウンドトラック “艦響 Vol.2”                 | VTCL-60443 | 収録曲 ディスク：1 1. 海の底へ 2. 敵泊地突入 3. 第八艦隊の戦い 4. 浮上 5. 予兆 6. 再会 7. 安らぎ 8. 記憶 9. 海峡 10. 不安 11. 深海棲艦 12. 悲しみの夜 13. 戦略 14. ソロモン海域 15. 離れない心 16. 夜の海 17. 作戦発動 18. 全力出撃 19. 航空戦 20. 敵機動部隊発見 21. 夜戦開幕 22. 突入 23. 全滅の危機 24. 棲姫 25. 鉄の水底 26. 絶望 27. 希望 28. 鎮魂 29. 別離 30. 静かな海 | 「劇場版 艦これ」で使用されたBGMを収録したサウンドトラック。 オリコン最高25位、登場回数5回。 |
| 2017年8月23日 | TVアニメ「艦隊これくしょん -艦これ-」キャラクターソング “艦娘乃歌” Vol.2 | VTCL-60425 | 収録曲 1. 吹雪 / 吹雪（CV：上坂すみれ） [4:14] 2. ぱん☆ぱか☆ぱーん♪ / 愛宕（CV：東山奈央） [4:18] 3. 夕立抜けて / 夕立（CV：タニベユミ） [3:31] 4. 羅針盤の彼方 / 長門（CV：佐倉綾音） [4:04] 5. 試してみても？ / 夕張（CV：ブリドカットセーラ恵美） [4:47] 6. 大和桜 / 大和（CV：竹達彩奈） [5:07] 7. 吹雪 Instrumental ver. [4:13] 8. ぱん☆ぱか☆ぱーん♪ Instrumental ver. [4:19] 9. 夕立抜けて Instrumental ver. [3:31] 10. 羅針盤の彼方 Instrumental ver. [4:04] 11. 試してみても？ Instrumental ver. [4:45] 12. 大和桜 Instrumental ver. [5:04] | テレビアニメに登場した艦娘のキャラクターソング。 オリコン最高7位、登場回数5回。              |

## コラボレーション
ピザハット
アニメ版とコラボした。神田店と難波店にはラッピングバイクが配置された。
白十字
2015年3月1日から4月30日まで実施。「FCワンタッチ包帯」をキー商品として限定企業の店頭に設置してある「暁」「響」「雷」「電」の第六駆逐隊のキャンペーンPOPを発見し携帯電話、スマートフォンからPOP内の2次元コードを読み込んで応募することで「吹雪」グッズと「雷&電」グッズがもらえる他、キャンペーン限定として白十字キャンペーン公式Twitterでアカウントをフォローし指定の内容を含んだツイートをすることで「艦これ」救急箱をもらうことができた。
ローソン
2015年3月3日から3月30日までタイアップを実施した。
「劇場版 艦これ」公開に伴い、11月1日から11月14日までキャンペーンを実施。
ローソンでは、アニメ版のほか「艦これ」原作ともタイアップしている。